# 驚天營救
《驚天營救》（英語：Extraction）是一部2020年美國動作驚悚片，由山姆·哈格雷夫執導，喬·羅素編劇，改編自安德·帕克斯、喬·羅素、安東尼·羅素、費爾南多·萊昂·岡薩雷斯（Fernando León González）和艾瑞克·斯基爾曼（Eric Skillman）的漫畫《都市》（Ciudad）。主演包括克里斯·漢斯沃、邦卡吉·崔帕帝、蘭迪普·弘達和大衛·哈伯。故事敘述一名菁英傭兵接下了營救人質的危險任務，但這也因此改變了自己。
該片2020年4月24日在Netflix上發行，整體評價褒貶不一，導演、攝影、動作場面、 克里斯·漢斯沃與蘭迪普·弘達的演出獲得肯定，但是編劇設定則遭受影評界詬病。續集《驚天營救2》於2023年推出。

## 劇情
僱傭軍妮可·可汗找上了黑市傭兵兼前澳大利亞空降特勤團士兵泰勒·雷克以營救印度大毒梟老奧維·馬哈揚之子奧維·馬哈揚。後者被孟加拉大毒梟阿米爾·阿瑟夫綁至達卡並向老奧維索取高額贖金。
在雷克從阿瑟夫手下手中救出奧維的同時，前印度特種部隊士兵兼老奧維的左右手薩尤殺死了雷克的隊友們，並試圖將男孩帶回自己。這主因出自薩尤為了不讓自己的家人被老奧維殺死，且要支付給阿瑟夫的巨額贖金無論是他和老奧維都負擔不起。與此同時，阿瑟夫呼籲立即封鎖達卡。
在逃離薩尤和腐敗的警察及精銳部隊（由阿瑟夫所掌控）後，雷克和奧維又與一群為阿瑟夫效力的法哈德等孩童發生衝突，之後兩人都被雷克的舊識蓋斯帕救走。在奧維睡前，雷克談論自己死於淋巴瘤的6歲兒子。當蓋斯帕回家時，他透露將為奧維的死提供1000萬美元的報酬，並向讓雷克交出奧維，以平分這筆錢。但雷克拒絕後，兩人發生搏鬥；最後，蓋斯帕被醒來的奧維開槍射殺。
雷克致電給薩尤並尋求他的幫助，他只希望奧維能平安逃離達卡；這使他們將對抗警察和精銳部隊。雷克藉由獨自作為誘餌方式吸引了一部分敵方的注意，好讓薩尤與奧維趁機通過橋梁檢查站。當阿瑟夫從遠處注視時，雷克和妮可的人馬都抵達了橋上並與敵方交火。在隨後的交火中，薩尤被與阿瑟夫合作的上校用步槍狙擊而亡，但後者則隨即被妮可殺死。雷克在槍戰中受了重傷，並指示奧維朝一架待命的直昇機跑去，妮可則負責掩護著奧維。但在妮可及奧維上直昇機並逃出孟加拉前，雷克遭法哈德用槍射中脖子；之後，雷克將自己拖到橋邊並跌落至河中。
八個月後，妮可在一家餐廳的洗手間中殺死了阿瑟夫。奧維跳入學校的游泳池並浮出水面時，他在岸邊看見了一個疑似是雷克的白人。

## 演員
| 演員                       | 角色          | 簡介 |
| 克里斯·漢斯沃              | 泰勒·雷克     | 僱傭兵，前澳洲空降特勤團成員。受老奥維委託到孟加拉拯救被毒梟阿瑟夫俘虜的兒子，卻陷入了數方的角力和衝突之中。因把自己對以前病逝的兒子的感情投放到小奥維身上而不願丟下其，過程中一直奮力保護他。 |
| 魯哈克什·賈斯瓦            | 奧維·馬哈揚   | 印度黑幫老大兒子，人质。 |
| 蘭迪普·弘達                | 薩尤          | 前特勤兵，現為老奥維的得力手下，被其委託替其尋回兒子，卻因家人被威脅而暗中出手阻止兩方人馬搶奪小奥維。                                                                                         |
| 格什菲·法拉哈尼            | 妮克·可汗     | 僱傭兵團隊首領兼中介人。 |
| 大衛·哈伯                  | 蓋斯帕        | 前僱傭兵，泰勒的前隊友，現已退休並定居於達卡。 |
| 皮揚休·彭尤里              | 阿米爾·阿瑟夫 | 綁架小奧維的孟加拉大毒梟，手下勢力龐大。 |
| 沙塔夫·菲加                | 沙迪上校      | 駐守達卡的上校，實被阿瑟夫賄賂，與他狼狽為奸。 |
| 蘇拉傑·里香                | 法哈德        | 原為街童，在一次偷阿瑟夫錢時展露出小聰明時被其招攬成為其手下。 |
| 韋恩·布萊爾                | 科恩          | 阿瑟夫的近身手下。 |
| 邦卡吉·崔帕帝              | 老奧維·馬哈揚 | 印度黑幫老大，小奥維的父親。 |
| 山姆·哈格雷夫 Sam Hargrave | 加埃唐        | 僱傭兵，妮可團隊的成員之一，狙擊手。於初段狙殺掉所有打算伏擊泰勒的阿瑟夫手下，並救起了小奥維，但撤退時在樹林中被薩尤伏擊槍殺。                                                                 |
| 亞當·貝薩 Adam Bessa       | 亞茲·可汗     | 僱傭兵，妮可團隊的成員之一。於尾段駕駛直昇機來接應泰勒。 |
| 克里斯·傑伊·亞歷克斯       | 迪亞高        | 僱傭兵，妮可團隊的成員之一。於初段負責在船上接應泰勒並駛離孟加拉海域逃走，但被薩尤發現並狙擊殺害。                                                                                             |
| 妮哈·馬哈揚                | 妮莎          | 薩尤的妻子。 |

## 製作
2018年8月31日，據報導，特技演員山姆·哈格雷夫將執導喬·羅素編劇的電影，並由克里斯·漢斯沃擔任主演。2018年11月，包括大衛·哈伯在內的其他演員已確認加入演出。
主要拍攝於2018年11月初至11月19日在艾哈迈达巴德和孟買進行。其他拍攝地包括泰國班朋、拉差汶里、佛统及孟加拉国达卡。拍攝工作結束於2019年3月。2020年2月19日，片名從原定的改為。

## 迴響
爛番茄根據150條評論，有67％的評論家對該電影給予正面評價，平均評分為6.02/ 10。該網站的評價共識是：「壮观的特技和克里斯·海姆斯沃斯电光火石的表演，都无法拯救被毫无目的性的暴力所拖累的 《驚天營救》」 Metacritic根據34位影評人對這部電影的加權平均分（滿分為100分）達到56分，表示該影片獲得了「褒贬不一」的评价。

## 續集
2020年5月，據報導，喬·羅素已被雇來為續集編寫劇本，導演哈格雷夫和主演漢斯沃有意回歸參與。2021年9月，Netflix發表《驚天營救2》前導預告片，透露漢斯沃回歸演出。

## 外部連結
- 在Netflix上觀看《驚天營救》
- 互联网电影数据库（IMDb）上《驚天營救》的资料（英文）
- 爛番茄上《驚天營救》的資料（英文）
- Metacritic上《驚天營救》的資料（英文）
- 豆瓣电影上《驚天營救》的資料 （简体中文）